# Maksim Gorki
Maksim Gorki, ros. Максим Горький; właściwie Aleksiej Maksimowicz Pieszkow, ros. Алексей Максимович Пешков (ur. 16 marca?/28 marca 1868 w Niżnym Nowogrodzie, Imperium Rosyjskie, zm. 18 czerwca 1936 w Moskwie, Rosyjska Federacyjna SRR) – rosyjski pisarz i publicysta. Wybitna postać rosyjskiego modernizmu okresu srebrnego wieku. Uważany za inicjatora socrealizmu w literaturze. Pierwszy przewodniczący Związku Pisarzy ZSRR w latach 1934–1936.

## Życiorys
Wcześnie osierocony, wychowywany przez babkę. W 1895 roku pracował w „Samarskiej Gaziecie”, gdzie poznał młodą korektorkę Jekatierinę Wołżynę, z którą ożenił się w 1896 roku. Mieli dwójkę dzieci – syna Maksima, urodzonego w 1897 roku  i  córkę Katię. W latach 1888–1900  podróżował do Batumi, gdzie  zatrzymywał się w domu przy obecnej ulicy Rustawelego. Gorki zawarł później drugie małżeństwo z aktorką Mariją Andriejewą, nie rozwodząc się jednak z pierwszą żoną. W latach 1906–1913, ze względów zdrowotnych, mieszkał wraz z drugą żoną na wyspie Capri. Prowadził tam szkołę partyjną dla robotników, która mieściła się w hotelu Blesus. Środki na jej utrzymanie pochodziły od niemieckiego milionera Friedricha Alfreda Kruppa. W 1907 założył tam też grupę literacko-edukacyjną Capri. W styczniu 1910 roku trafił tam również, cierpiący na problemy z płucami, Feliks Dzierżyński. Gorki i Dzierżyński przyjaźnili się przez wiele lat, aż do śmierci tego ostatniego.
Przyszły prezydent Czechosłowacji, Tomáš Garrigue Masaryk, korespondował z Maksymem Gorkim, a w 1911 roku odwiedził go na Capri. Spotkali się również w rewolucyjnym Piotrogrodzie (obecnie Petersburg) w maju 1917 roku.

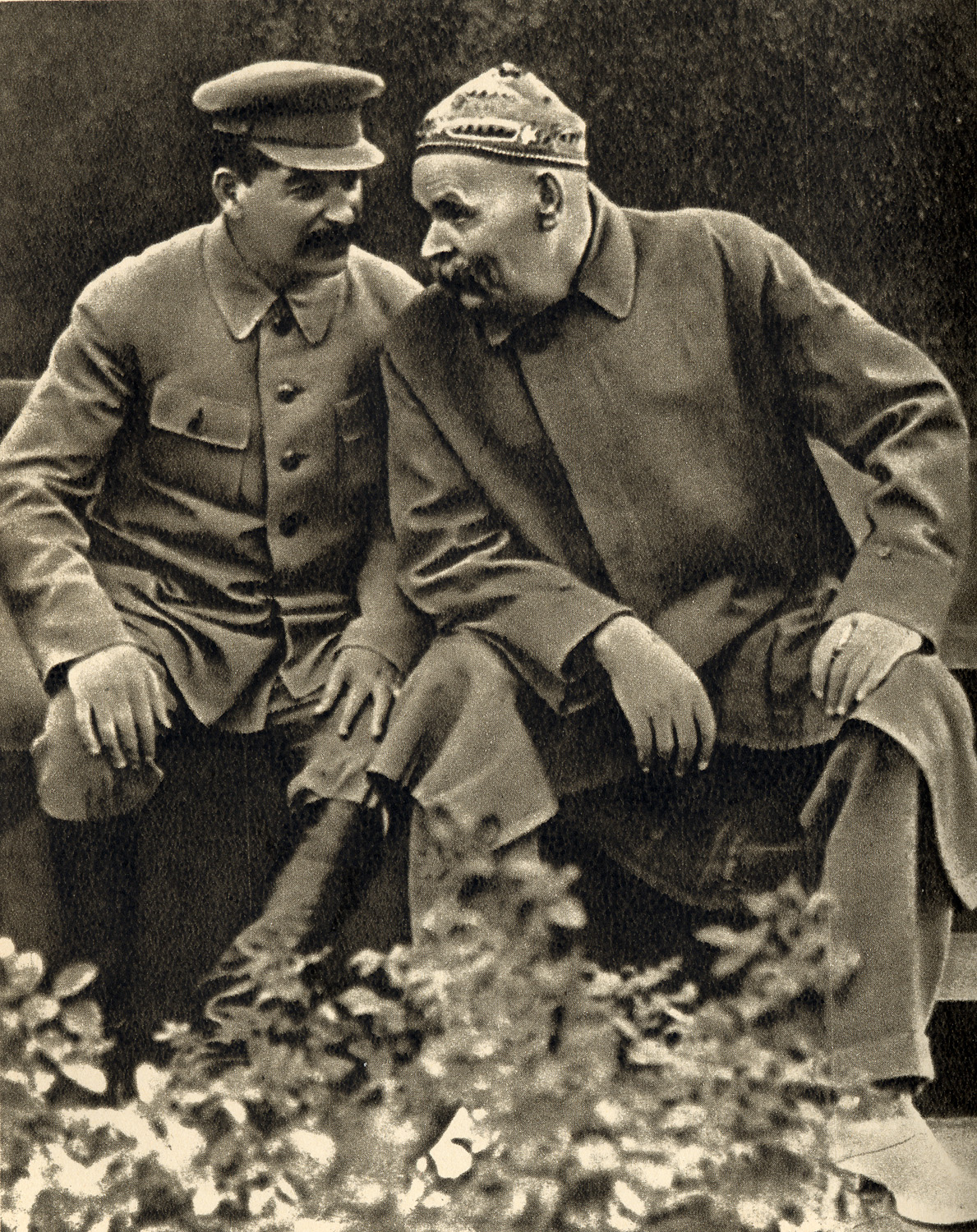
Ze Stalinem w 1931 r.

Mimo przedrewolucyjnej przyjaźni z Leninem rewolucję październikową przyjął z niechęcią, publikował antybolszewickie felietony, próbował ratować aresztowanych pisarzy. W 1920 roku jego druga żona, Maria Fiodorowna Andrejewa, aktorka, została komisarzem politycznym do spraw teatru i ministrem sztuki. Skonfliktowany z władzami i chory na gruźlicę na polecenie Lenina wyjechał 6 października 1921 r. na leczenie za granicę. W latach 1921–1924 mieszkał na emigracji w Niemczech, w Berlinie, Bad Saarow i Heringsdorfie (gdzie leczył gruźlicę), później do 1927 roku we Włoszech (Sorrento).
Tymczasem władze uznały pisarstwo Gorkiego za wzorzec do naśladowania (realizm socjalistyczny) i zabiegały o jego powrót i poparcie. Działania te odniosły skutek. Po powrocie, mianowany przewodniczącym Związku Pisarzy ZSRR, brał udział w licznych przedsięwzięciach kulturalnych i propagandowych (m.in. redagował osławiony zbiór esejów o budowie Kanału Białomorsko-Bałtyckiego).
W socjalistycznej ojczyźnie był obsypywany przywilejami. Na jego cześć zmieniono nazwę miasta (Niżny Nowogród) oraz nazywano samoloty i fabryki. Jego autorytet pomógł Stalinowi budować na Zachodzie propagandowy obraz ZSRR. 
Zmarł na zapalenie płuc 18 czerwca 1936. Przez lata dokładne okoliczności jego śmierci były niejasne. O jego otrucie oskarżano licznych podsądnych w procesach politycznych lat 30. Urna z jego prochami została złożona na Cmentarzu przy Murze Kremlowskim. 

## Charakterystyka twórczości
Debiutował jako prozaik w 1892 roku. Rozgłos zyskał trzema tomami Szkiców i opowiadań (1898–1899), a także dramatami Mieszczanie (1901) i Na dnie (1902), ukazującymi sprzeciw przeciwko drobnomieszczaństwu.
Był jakby zwiastunem rewolucji ludowej w Pieśni o sokole (1895) i Pieśni o zwiastunie burzy (1901). Osądzał surowo burżuazję i inteligencję rosyjską z powodu jej konformizmu, np. w powieści Foma Gordiejew (1899), dramatach Letnicy i Barbarzyńcy. Do najbardziej znanych jego powieści należy Matka (1906), poświęcona życiu robotników. Wydał też trylogię autobiograficzną Dzieciństwo (1912), Wśród ludzi (1914) i Moje uniwersytety (1922). Ukazała się także powieść o losach burżuazyjnej rodziny Artamonow i synowie (1925) i Życie Klima Samgina (1925–1936). W języku polskim ukazała się większość jego prac, w tym również Pisma (tom 1–16, pol. wyd. 1951–1957), artykuły i pamflety.

## Dzieła – wybór
Źródło:

### Powieści
- 1899 – Foma Gordiejew (ros. Фома Гордеев)
- 1900–1901 – Troje (ros. Трое)
- 1907 – Matka (ros. Мать) – polskie tłumaczenie Halina Górska
- 1925 – Artamonow i synowie (ros. Дело Артамоновых) – polskie tłumaczenie Stanisław Strumph Wojtkiewicz
- 1925–1936 – Klim Samgin (ros. Жизнь Клима Самгина)

### Nowele
- 1894 – Goriemyka Pawieł (ros. Горемыка Павел)
- 1908 – Żyzn' nienużnogo czełowieka (ros. Жизнь ненужного человека)
- 1908 – Ispowied' (ros. Исповедь)
- 1909 – Leto (ros. Лето)
- 1909 – Gorodok Okurow (ros. Городок Окуров)
- 1909 – Życie Matwieja Kożemiakina (ros. Жизнь Матвея Кожемякина)
- 1913–1914 – Dzieciństwo (ros. Детство) – polskie tłumaczenie Krystyna Bilska
- 1915–1916 – Wśród ludzi (ros. В людях)
- 1923 – Moje uniwersytety (ros. Мои университеты)
- 1929 – Na kraju Ziemli (ros. На краю Земли)

### Poematy prozą
- 1895 – Pieśń o sokole (ros. Песня о Соколе)
- 1899 – Dwudziestu sześciu i jedna (ros. Двадцать шесть и одна) – polskie tłumaczenie Stanisław Miłkowski
- 1901 – Piesnia o buriewiestnikie (ros. Песня о буревестнике)
- 1903 – Człowiek (ros. Человек)

### Dramaty
Źródło:
- 1901 – Mieszczanie (ros. Мещане)
- 1902 – Na dnie (inne tytuły: Azyl, Złoty sen w stanie nieważkości, Przerwana pieśń, Nocny azyl – tam, gdzie spotykają się marzenia[9] ; ros. На дне)
- 1904 – Letnicy (ros. Дачники)
- 1905 – Dzieci słońca (ros. Дети солнца) – polskie tłumaczenie Helena Radlińska
- 1905 – Barbarzyńcy - Sceny z miasta powiatowego (ros. Варвары)
- 1906 – Wrogowie (ros. Враги) – polskie tłumaczenie Andrzej Stawar
- 1908 – Ostatni (ros. Последние)
- 1910 – Dziwacy (ros. Чудаки)
- 1910 – Dieti (ros. Дети)
- 1910 – Wassa Żeleznowa (ros. Васса Железнова)
- 1913 – Zykowowie (ros. Зыковы)
- 1913 – Fałszywa moneta (ros. Фальшивая монета)
- 1915 – Starzec (ros. Старик)
- 1930–1931 – Somow i drugije (ros. Сомов и другие)
- 1931 – Jegor Bułyczow i inni (ros. Егор Булычов и другие)
- 1932 – Dostigajew i drugije (ros. Достигаев и другие)

### Opowiadania
1892
- Makar Czudra (ros.  Макар Чудра) – polskie tłumaczenie Jerzy Jędrzejewicz
- Dziad Archip i Lońka (ros. Дед Архип и Лёнька) – polskie tłumaczenie Jerzy Jędrzejewicz

1895
- Chan i jego syn (ros. Хан и его сын) – polskie tłumaczenie Stanisław Miłkowski
- Czełkasz (ros. Челкаш) – polskie tłumaczenie Jerzy Jędrzejewicz

1897
- Byli ludzie (ros. Бывшие люди)
- Malwa (ros. Мальва)
- W stepie (ros. В степи) – polskie tłumaczenie Bronisław Dobek
- Zazubrina (ros. Зазубрина) – polskie tłumaczenie Stanisław Miłkowski
- Boleś (ros. Болесь) – polskie tłumaczenie Jerzy Wyszomirski

1898
- Przyjaciele (ros. Дружки) – polskie tłumaczenie Stanisław Miłkowski

1899
- O czarcie (ros. О чёрте) – polskie tłumaczenie Bronisław Dobek
- Jeszcze o czarcie (ros. Ещё о чёрте) – polskie tłumaczenie Bronisław Dobek

1907
- 9 stycznia (ros. 9-е Января)

1918
- Jak uczyłem się (ros. Как я учился)

1923
- Moja pierwsza miłość (ros. О первой любви) – polskie tłumaczenie Józef Mondschein
- Opowieść o nieodwzajemnionej miłości (ros. Рассказ о безответной любви)

#### Pozostałe
- Przed obliczem życia (ros. Перед лицом жизни)
- Wróblątko (ros. Воробьишко) – polskie tłumaczenie Jan Brzechwa
- Wiosenne melodje (ros. Весенние мелодии)
- Psotnik – polskie tłumaczenie Bronisław Dobek
- W więzieniu – polskie tłumaczenie Franciszek Mirandola
- Na stepach – polskie tłumaczenie Stanisław Miłkowski
- Dwaj złodzieje – polskie tłumaczenie Stanisław Miłkowski
- O dyable – polskie tłumaczenie Stanisław Miłkowski

### Publicystyka
- 1906: W Ameryce (ros. В Америке) – polskie tłumaczenie Barbara Rafałowska i Natalia Zwierzowa
- Portrety literackie
- Po czyjej jesteście stronie, „twórcy kultury”?